# Scrisoare deschisă

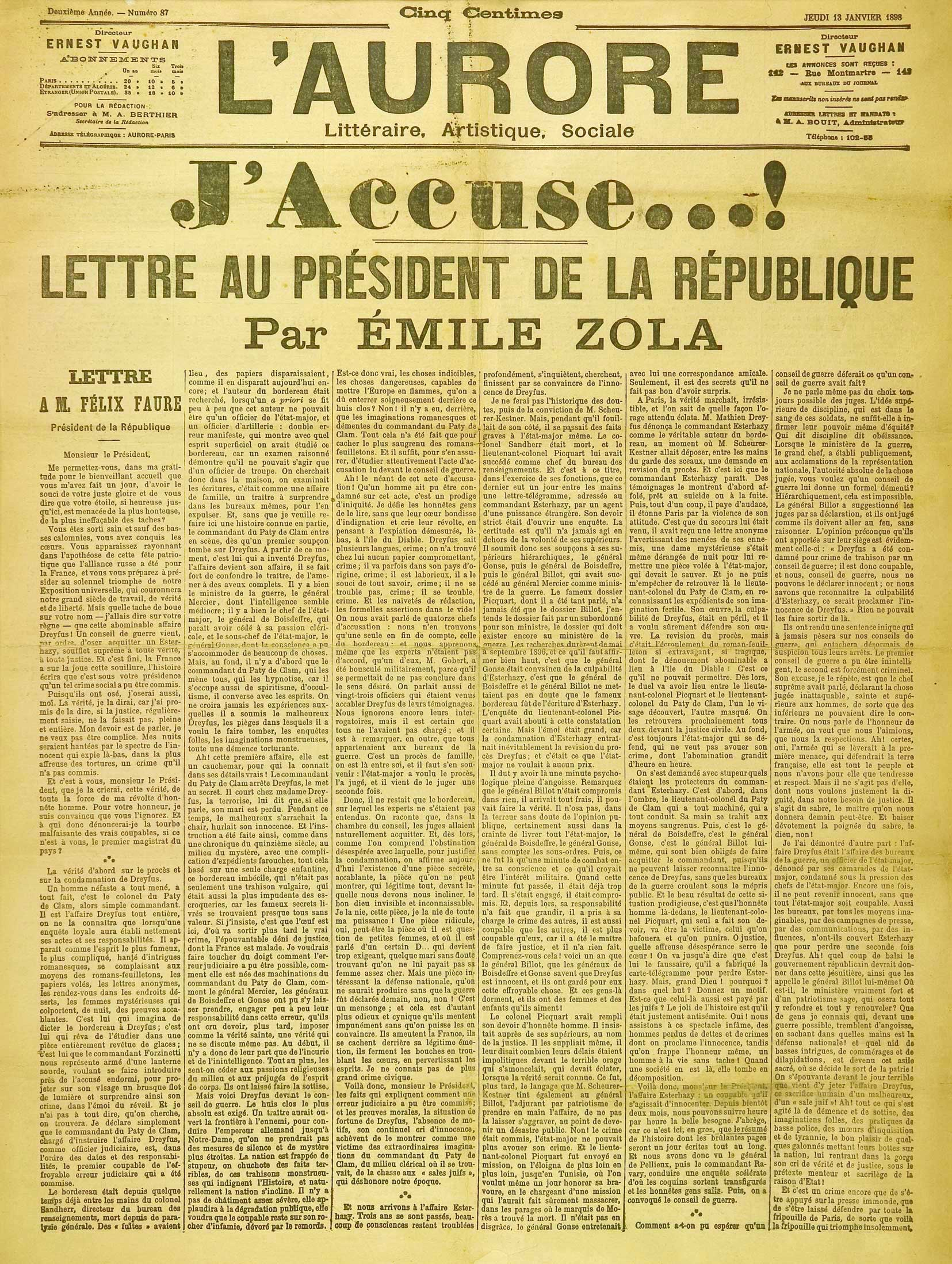
„J'accuse” este o scrisoare deschisă scrisă de Émile Zola în 1898 despre Afacerea Dreyfus.

O „scrisoare deschisă” este o scrisoare cu conținut polemic, destinată publicității. Adresându-se unei audiențe largi, poate fi publicată în ziare de editori sau pe bloguri. Prin intermediul ei se pot face acuzații sau pot exprimate nemulțumirile unui individ sau a unui grup în legătură cu anumite situații.